# How It Feels to Be Run Over
How It Feels to Be Run Over é um filme mudo de um minuto produzido no Reino Unido, dirigido por Cecil M. Hepworth e lançado em 1900.